# Фуэртес, Луис Агассиз
Луис Агассиз Фуэртес (7 февраля 1874 года, штат Нью-Йорк — 22 августа 1927 года, там же) — американский орнитолог и иллюстратор. Брат инженера Джеймса Хиллхауса Фуэртеса.

## Биография

### Ранние годы
Родился в штате Нью-Йорк в семье пуэрто-риканского астронома и инженера (см. en:Estevan Antonio Fuertes). Его отец многие годы был профессором и деканом. Он назвал сына в честь естествоиспытателя Луи Агассиса. Мать Луиса была голландского происхождения и тоже родилась в штате Нью-Йорк.
Мальчик рано проявил интерес к птицам. На него повлияли знаменитая книга Дж. Дж. Одюбона «Птицы Америки» (позже Луиса будут называть вторым после него иллюстратором, рисовавшим пернатых), одобрение коллег отца и других профессиональных учёных. В 1892 он совершил с родителями поездку в Европу и зарисовывал птиц и животных в Париже. В течение года Фуэртес учился в Цюрихе.

### Карьера

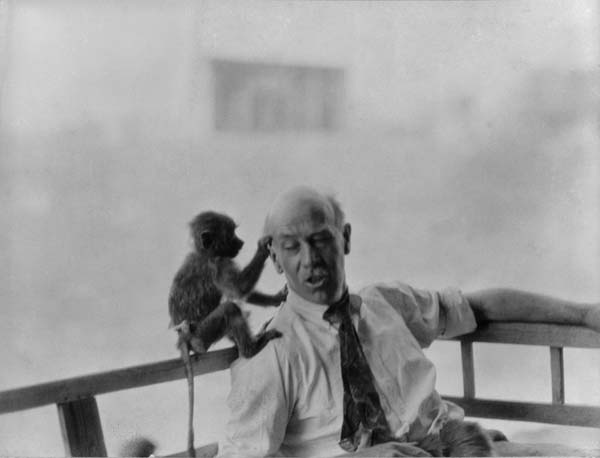
Фуэртес и бабуин, Абиссинская экспедиция (1927)

### Смерть
Скончался вскоре после возвращения из Эфиопии в результате столкновения его машины с поездом на переезде. Учёный возвращался после встречи с Фрэнком Чапменом в Таннерсвиле. Приближающийся поезд был не виден из-за сложенного сена. Жена учёного была ранена, но выжила, как и его ценная коллекция рисунков. Позже она была опубликована.

## Галерея

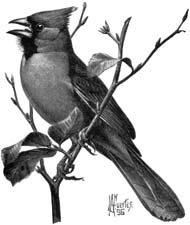
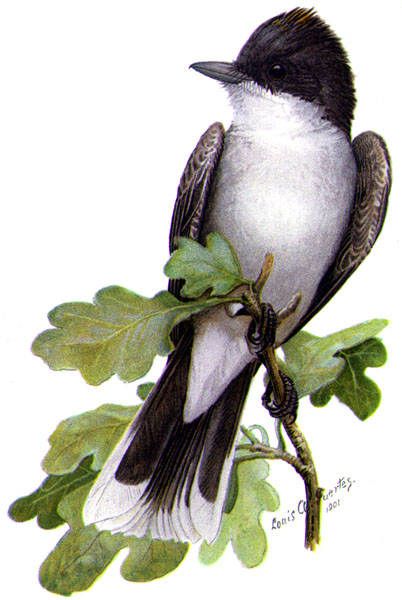
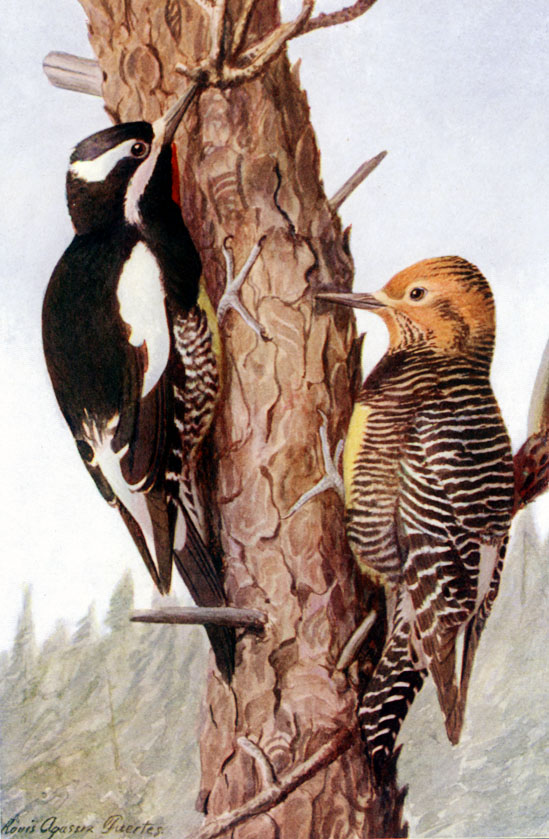
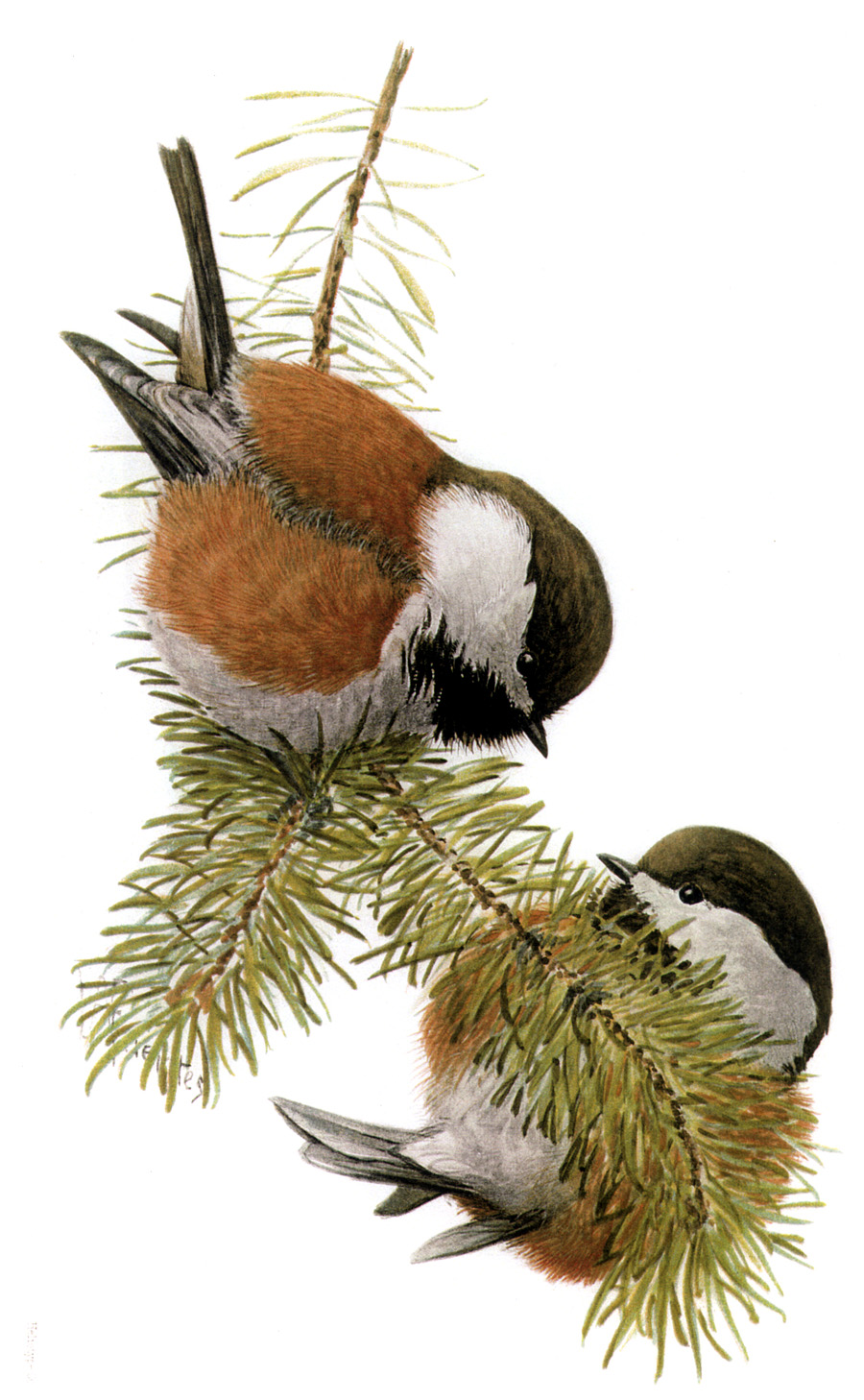
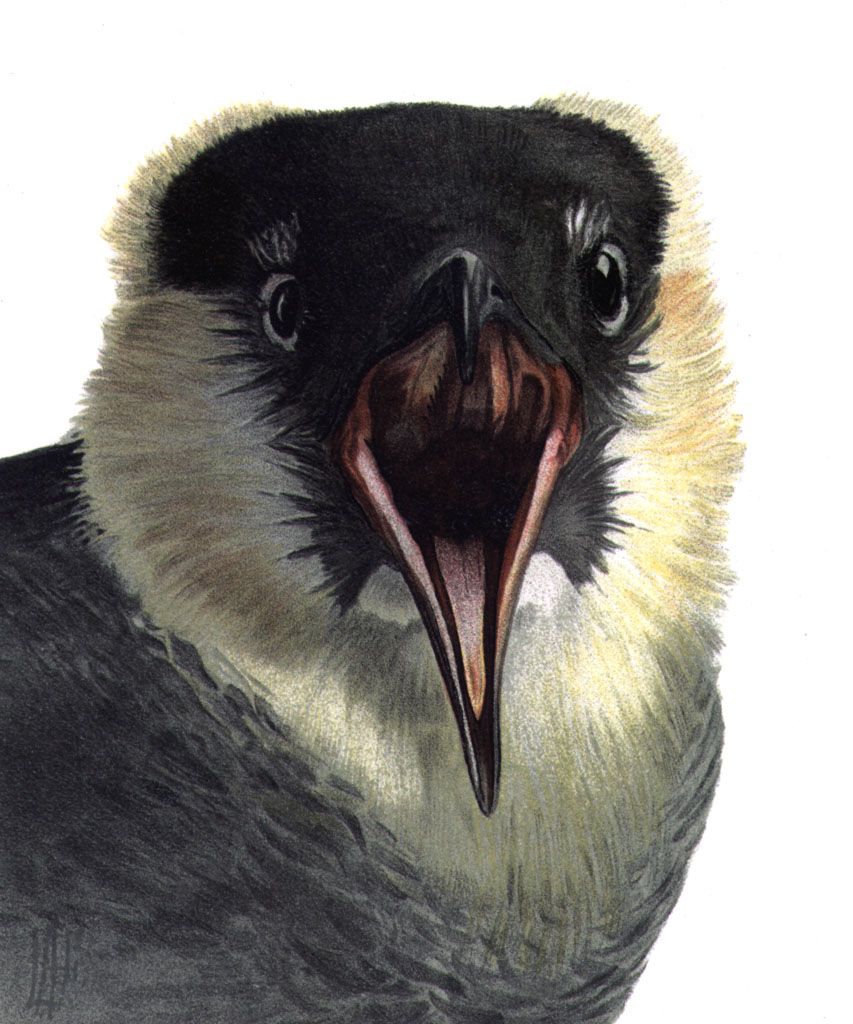
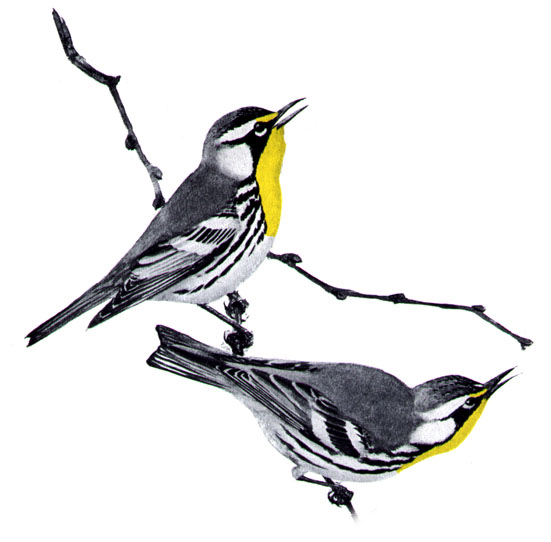
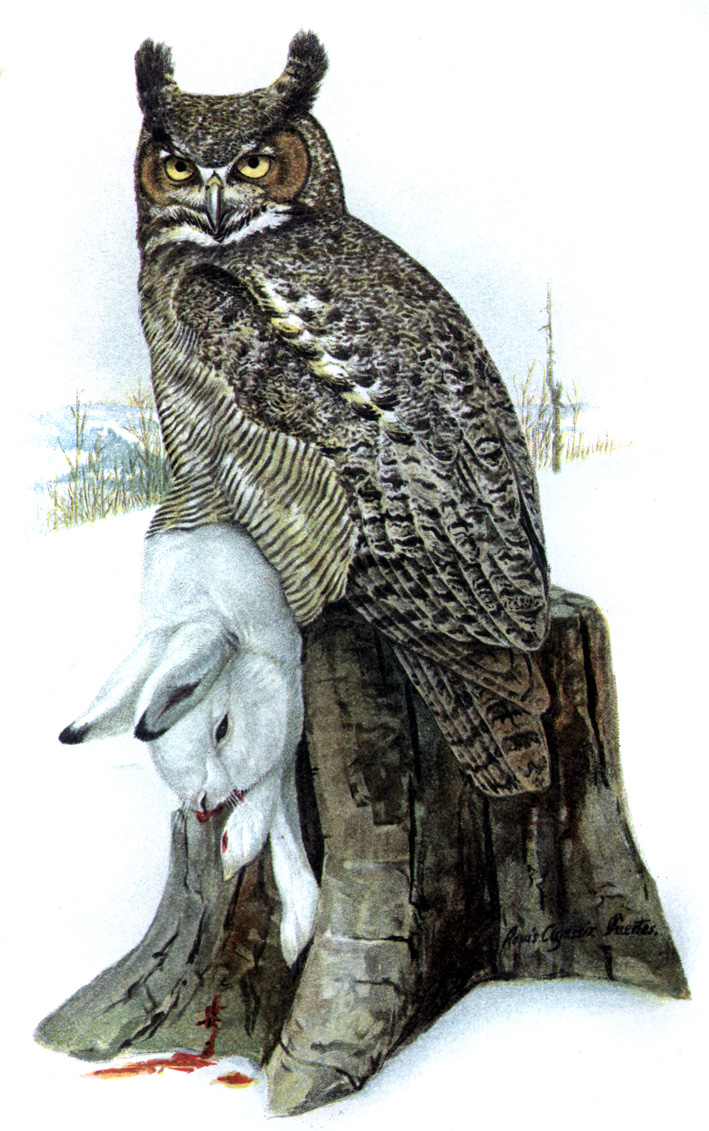
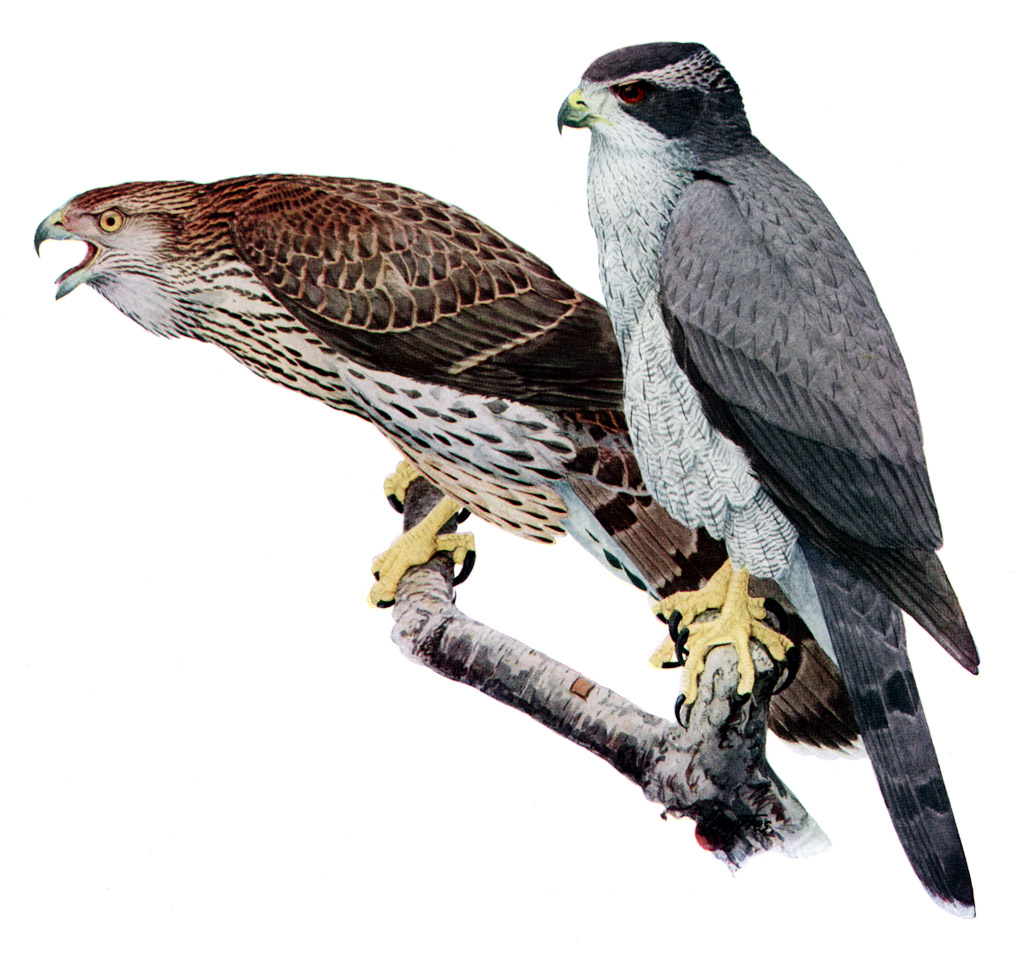
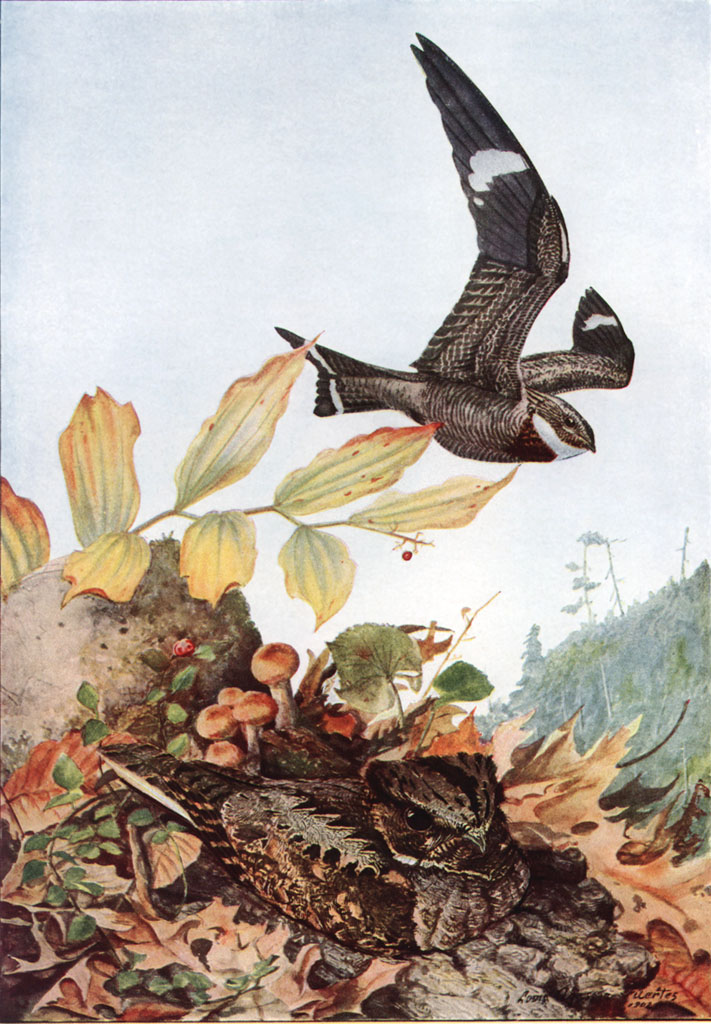
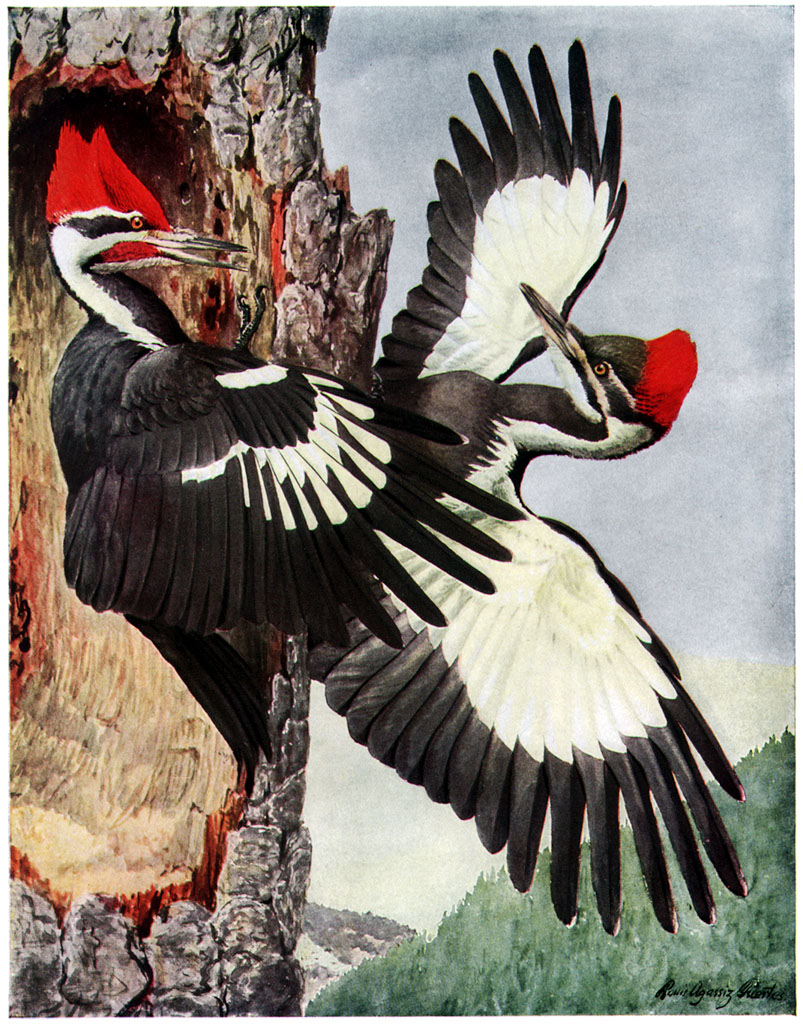
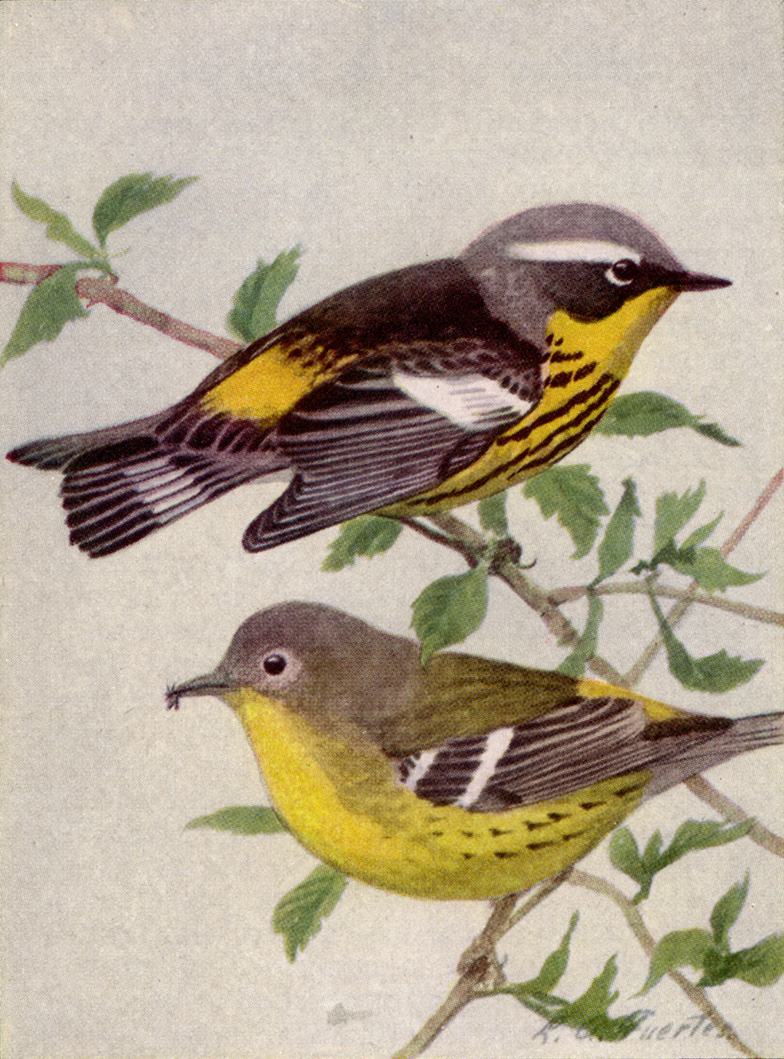
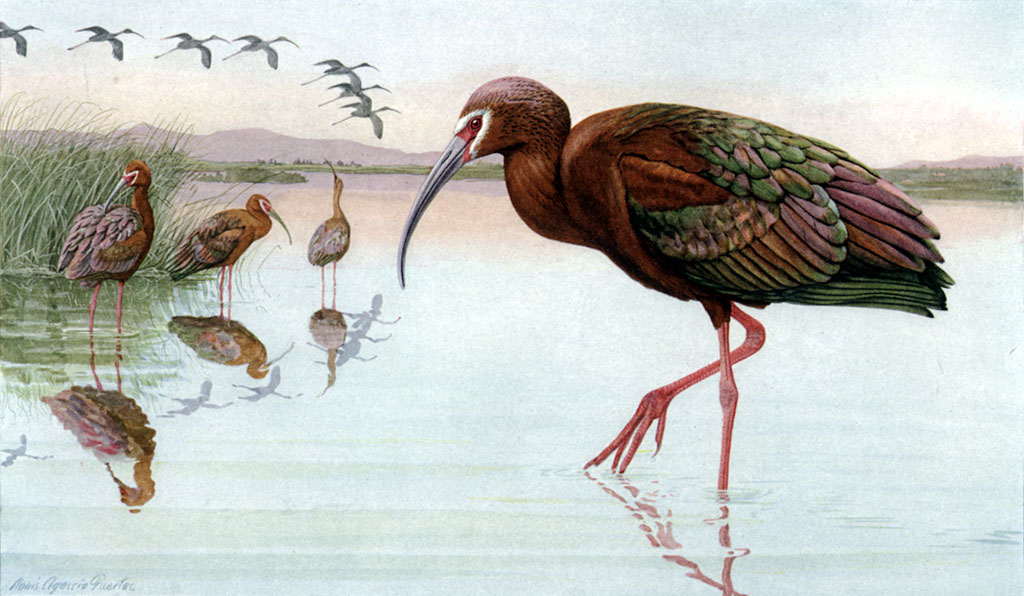
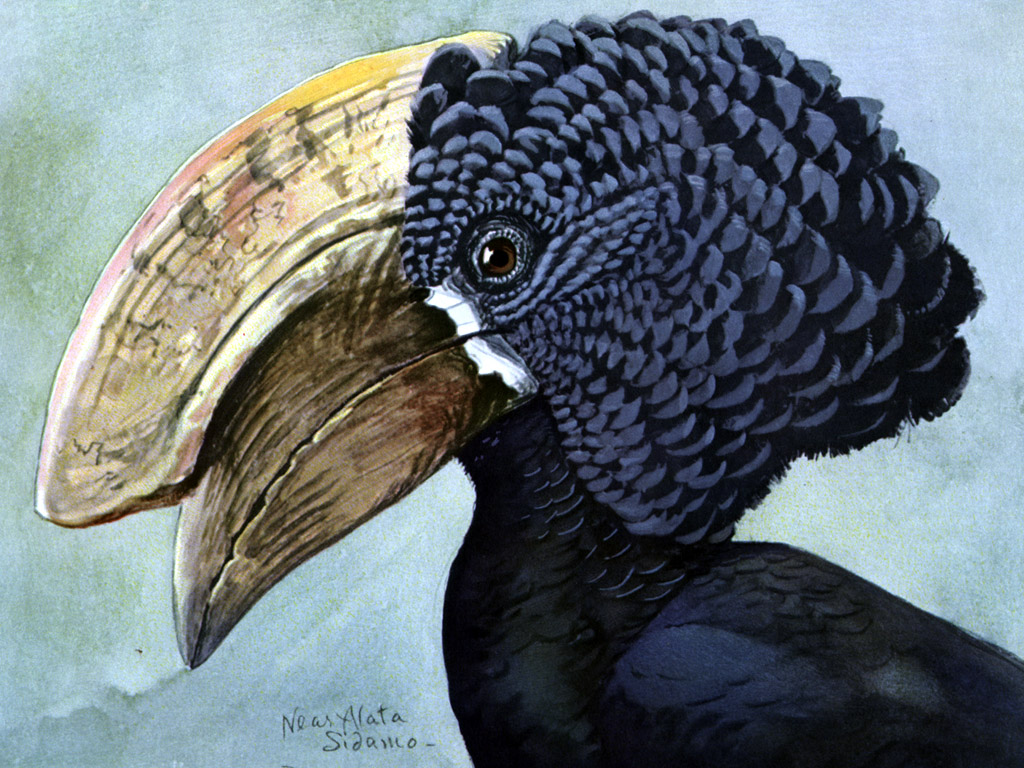
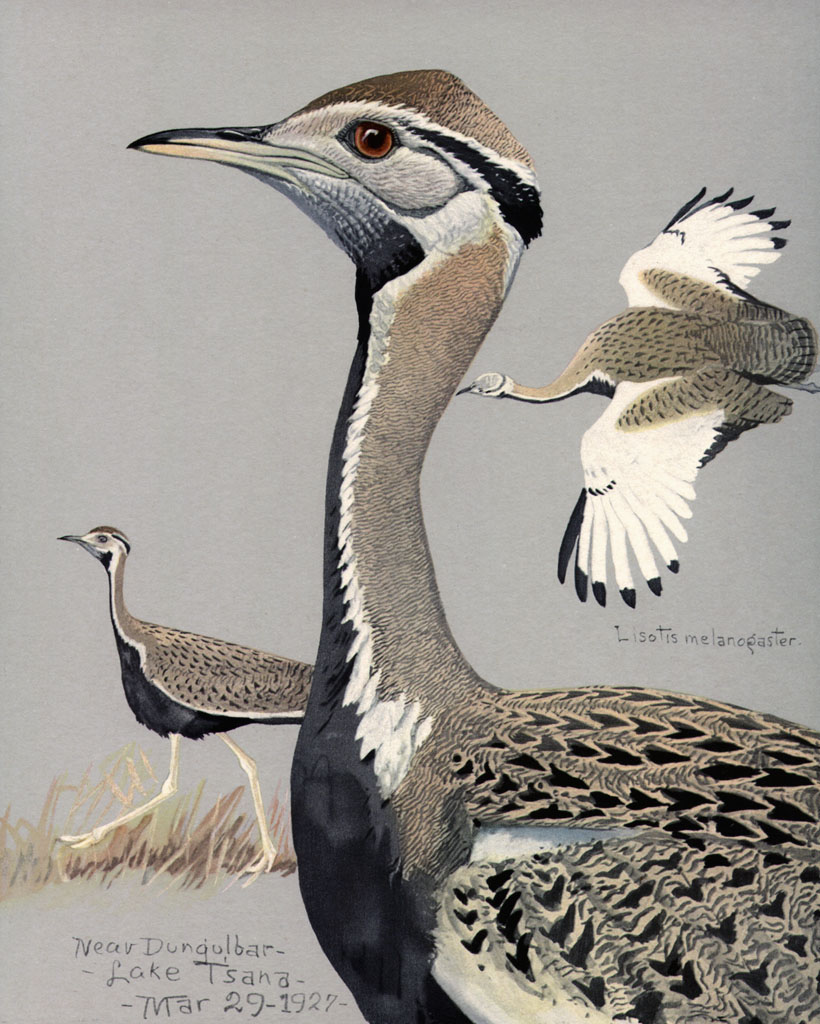
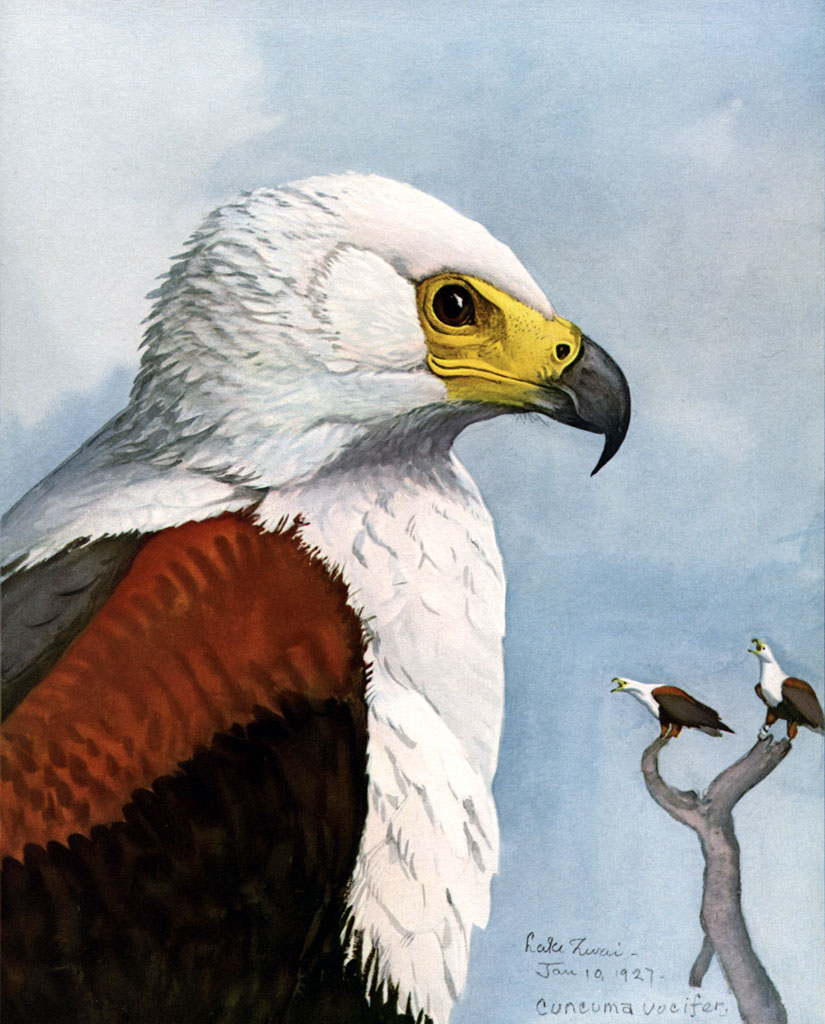
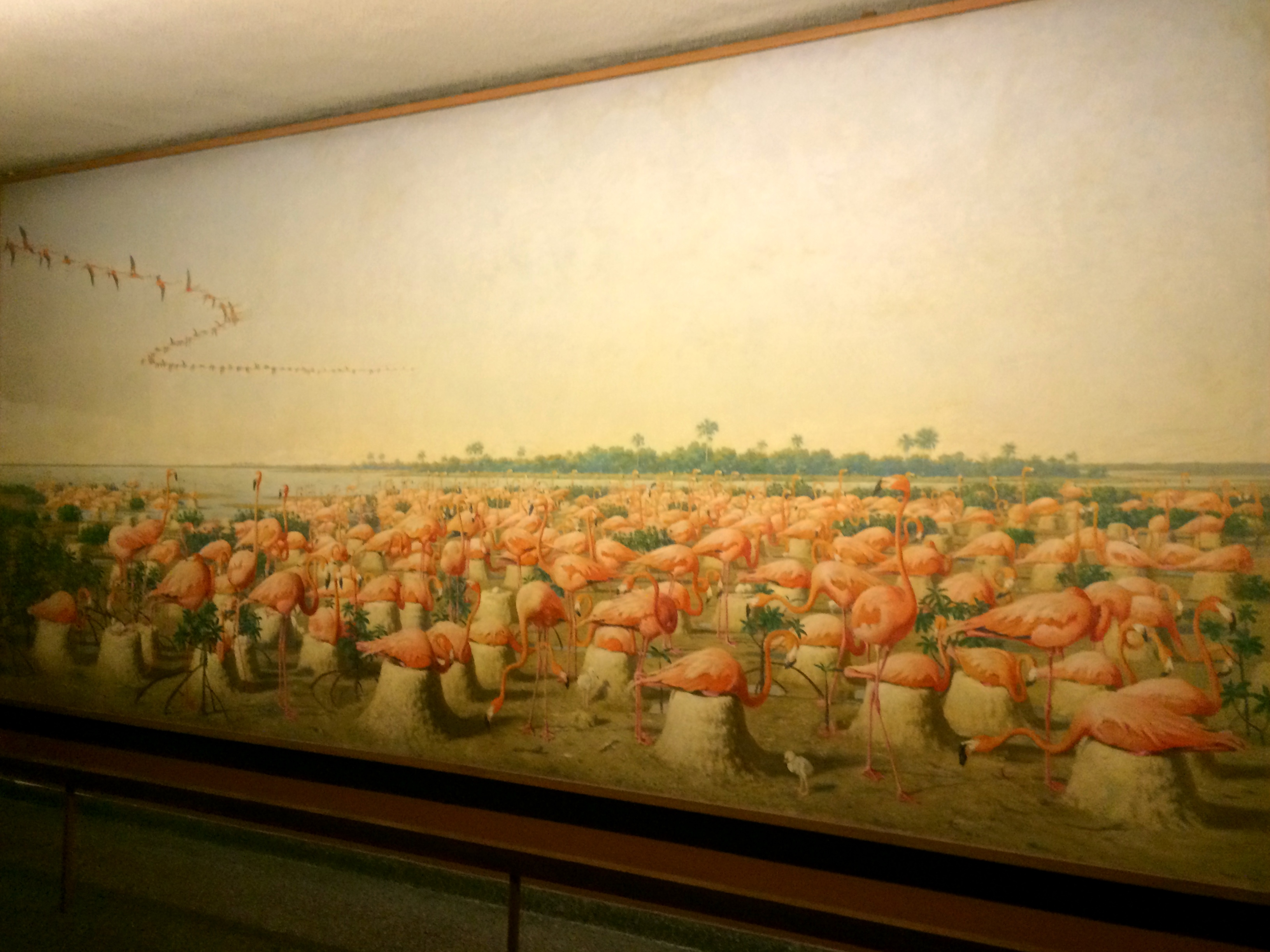